# James Bond Jr.
James Bond Junior ist eine fiktive Figur und der Neffe des ebenso fiktiven bekannten Meisterspions James Bond.
Die Bezeichnung „James Bond Junior“ stammt von dem Roman „The Adventures of James Bond Junior: Double-O Three and a Half“, den Arthur Calder-Marshall unter dem Pseudonym R.D. Mascott 1967 veröffentlicht hat. Der Titel der deutschen Übersetzung lautet „003½ James Bond Junior“.
Anfang der 1990er Jahre wurde die Idee eines Neffen James Bonds wieder aufgegriffen. Dies geschah in Form einer 65-teiligen amerikanischen Fernsehserie namens James Bond Jr. Diese diente als Vorlage für sechs Romane des Autors John Peel. Außerdem entstanden noch weitere Bücher und Comics sowie ein Videospiel.

## Die Videokassetten
1991/1992 wurden bei Metro-Goldwyn-Mayer acht Videokassetten mit Episoden der Serie veröffentlicht. Die Reihenfolge dieser Videos stimmt mit der der Fernsehserie nicht überein.
1. The Beginning
2. A Race Against Disaster
3. Red Star One
4. Dance of the Toreadors
5. Goldie’s Gold Scam
6. A Chilling Affair
7. No Such Loch
8. The Eiffel Missile

## Die Romane
In dem bereits im Eingangstext erwähnten Roman 003½ James Bond Junior von R.D. Mascott wird beschrieben, wie James Bond Junior in seinen Ferien zusammen mit einigen anderen Jungen merkwürdigen Begebenheiten auf dem Landsitz Hazeley Hall auf den Grund geht und so ein Verbrechen entdeckt. Es handelt sich allerdings nicht um den Agenten James Bond, sondern um den Sohn seines Bruders, der auch James heißt.
Auch John Peel schrieb 1992 sechs Romane über James Bond Junior, die unter dem Pseudonym John Vincent veröffentlicht wurden. 

Die Titel:
- A View To A Thrill (Romanfassung der ersten Episode)
- The Eiffel Target
- Live And Let's Dance
- Sandblast
- Sword Of Death
- High Stakes

Der Umfang der Bücher, die alle nicht ins Deutsche übersetzt wurden, liegt zwischen 108 und 128 Seiten.

## Weitere Bücher/Comics
Bücher

Noch zwei andere Autoren haben sich mit James Bond Junior beschäftigt.
Caryn Jenner hat 1993 in Verbindung mit der oben genannten Zeichentrickserie vier Bücher geschrieben. Hierbei handelt es sich um stark gekürzte Versionen von vier James-Bond-Jr.-Abenteuern. Die Bücher sind durchgehend farbig bebildert und für Kinder somit leichter verständlich.

Die Titel:
- Tunnel Of Doom
- Barbella's Revenge
- Freeze Frame
- Dangerous Games

Clare Dannatt hat ebenfalls im Jahr 1993 eine Art „Akte“ über James Bond Junior angefertigt. James Bond Jr Spy File ist der Titel dieses Buches.
Comics

1992 erschienen 12 Comichefte bei Marvel Comics. Sie basierten nur zum Teil auf der Zeichentrickserie. 
Die Titel:
- The Beginning! (basiert auf der ersten Episode)
- The Eiffel Missile! (basiert auf der neunten Episode)
- Earth-cracker! (basiert auf der zweiten Episode)
- Plunder Down Under! (basiert auf der fünften Episode)
- Dance of the Toreadors! (basiert auf der 26. Episode)
- The Gilt Complex (eigenständig)
- Sure as Eggs is Eggs! (eigenständig)
- Wave Goodbye to the USA! (eigenständig)
- Absolute Zero! (eigenständig)
- Friends like these! (eigenständig)
- Indian Summer! (eigenständig)
- Homeward bound! (eigenständig)

## Das Videospiel
Das Videospiel zu der James Bond Junior-Kinderserie wurde 1991 von Eurocom (Videospielhersteller) auf den Markt gebracht. Es war geeignet für NES (Nintendo Entertainment System) und SNES (Super Nintendo Entertainment System).

## Spielzeugfiguren
Die Firma Hasbro hat 1991 einige Figuren produziert, die James Bond Jr. in verschiedenen Ausführungen, seine Freunde und seine Feinde darstellen. 

Es gibt vier James Bond Jr.-Figuren:
- James Bond Jr. in normaler Ausführung
- James Bond Jr. als Ninja-Krieger
- James Bond Jr. als Fallschirmspringer
- James Bond Jr. als Taucher

Außerdem: 
- I.Q.
- Gordo Leiter
- Buddy Mitchell
- Jaws
- Dr. DeRange
- Kapitän Walker D. Plank
- Dr. No
- Odd Job

Hinzu kommen einige Fahrzeuge:
- James Bond Jr.s roter Sportwagen
- ein spezielles Tauchfahrzeug
- ein Wagen von S.C.U.M.